# Christina Cederberg
Christina Margareta Cederberg, född 30 december 1785, död 15 oktober 1858 i Hovförsamlingen, Stockholms stad, svensk skådespelare och teaterdirektör.

## Biografi
Christina Cederberg var dotter till krigsarklihantlangaren Carl Magnus Cederberg och Rebecca Momma och syster till Brita Catharina Cederberg. Hon var aktiv på Djurgårdsteatern från 1802 till 1820-talet. Hon gifte sig med Isaac de Broen 1804, med vilken hon fick två döttrar, en av dem var Charlotta Deland. Christina Cederberg var Djurgårdsteaterns direktör år 1814.
År 1815 den 24 juli gifte hon sig med Kristoffer Svanberg (1792–1836), som då var aktör i hennes teatertrupp. Han blev direktör för ett kringresande teatersällskap, och hon var verksam i hans trupp. Hennes dotter Charlotta Delands make Pierre Deland övertog år 1833 Svanbergs teatertrupp. 
Både hon och maken fortsatte att arbeta i truppen, där hon nämns som aktiv ännu år 1840.
Under sitt uppträdande i Göteborg 1832 fick hon omdömet:
"Fru Svanbergs utmärkta talang är för väl känd, för att icke göras all rättvisa, men man måste beklaga att äfven hon är underkastad tidens härjning, och att man således ej länge kan hoppas återse henne i de roller, som nu utgöra hennes triumf.»
Året därpå sades det: 
"Recensenten hinner nu ej vidare genomgå scenens hela personal, utan vänder sig slutligen till scenens Armida, mamsell Hoffman. Utan andra hjelp-medel än sin rika natur, har hon lyft sig till en höjd inom konstens sfer, öfver hvilken en Tiddons, Georgs eller Wolff, om förhållandena varit de samma, troligen aldrig stigit. Hennes figur är intagande utan att vara tragiskt imposant, hennes kropp välgestaltad, smidig och bildren, hennes plastik skön och uttrycksfull. De genomarbetade anletsdragen afspegla med mimisk sanning alla rörelser, som passion eller affekterna väcka. Hennes röst har metallisk klarhet, men är inskränkt i tonernas omfång. Fru Svanberg, den enda med henne jemförliga på Sveriges nomadiska teatrar, anlägger mest på totaleffekt." 